# Сент-Элье
Сент-Элье́ (фр. Saint-Hélier) — коммуна во Франции, находится в регионе Бургундия. Департамент коммуны — Кот-д’Ор. Входит в состав кантона Витто. Округ коммуны — Монбар.
Код INSEE коммуны — 21552.

## Население
Население коммуны на 2010 год составляло 40 человек.
| 1962 | 1968 | 1975 | 1982 | 1990 | 1999 | 2010 |
| ---- | ---- | ---- | ---- | ---- | ---- | ---- |
| 36   | 33   | 29   | 26   | 27   | 25   | 40   |

## Экономика
В 2010 году среди 22 человек трудоспособного возраста (15—64 лет) 19 были экономически активными, 3 — неактивными (показатель активности — 86,4 %, в 1999 году было 57,1 %). Из 19 активных жителей работали 16 человек (9 мужчин и 7 женщин), безработных было 3 (2 мужчин и 1 женщина). Среди 3 неактивных 0 человек были учениками или студентами, 1 — пенсионером, 2 были неактивными по другим причинам.